# 오페라의 유령 (뮤지컬)
뮤지컬 《오페라의 유령》(The Phantom of the Opera)은 프랑스의 추리작가 가스통 르루가 1910년에 발표한 소설을 영국의 작곡가 앤드루 로이드 웨버가 뮤지컬로 만든 작품이다. 《오페라의 유령》은 파리 오페라극장을 무대로 천사의 목소리를 타고 났지만 태어날 때부터 기형적인 얼굴을 가면으로 가린 괴신사 유령이 아름다운 프리마돈나 크리스틴을 짝사랑하면서 펼쳐지는 비극적 이야기이며, 라울과 크리스틴의 아름다운 로맨스이다.  뮤지컬 작업에는 찰스 하트와 리처드 스틸고우가 작사를 맡았다. 오리지널 무대는 카메론 매킨토시가 프로듀서를 맡고, 해롤드 프린스가 연출을 담당했다. 뮤지컬 《오페라의 유령》은 1986년 9월 27일, 런던 Her Majesty’s Theatre에서 초연되었고 이듬해 1월, 뉴욕 Majestic Theatre에서 브로드웨이 첫 공연을 가졌다. 2019년 4월 《오페라의 유령》은 브로드웨이에서 13,000회 공연을  돌파하였다. 한국에서는 2001년 LG아트센터에서 라이선스 초연이 있었고, 2005년 내한공연, 2009년 두 번째 한국어 공연, 2012년 25주년 기념내한공연이 이루어졌다. 2019년 12월, 부산 드림씨어터공연을 시작으로 2020년 서울, 대구에서 내한공연이 진행된다.

## 줄거리
- 1막: 파리 오페라 하우스의 기념품 경매장에서 노인이 된 자작 라울이 뮤직 박스 경매에 입찰한다. 그에게 특별했던 지난 시절의 기억을 불러 일으키는 듯한 뮤직 박스와 함께 거대한 샹들리에의 잔해가 드러난다. 샹들리에가 오페라 하우스의 돔에 매달려 화려하게 빛나고 있었던 라울의 젊은 시절로 돌아간다...
- 2막: 가면무도회에서 모든 사람들이 새해를 기념하며 유령이 사라진 것을 축하하고 라울과 크리스틴은 비밀리에 약혼을 한다. 축제가 한창일 때 수상한 인물이 계단을 내려온다. 유령이 돌아온 것이다. 유령은 앙드레에게 그의 새 오페라인‘ 돈 주앙의 승리’의 악보를 내던지며 공연하라고 말한다.

## 국내 공연
| 시즌 (분류)               | 출연                                                               | 공연                                          |
| ------------------------- | ------------------------------------------------------------------ | --------------------------------------------- |
| 2001 (라이선스 초연)      | 윤영석 김장섭(P), 이혜경 김소현 (C), 류정한(R)                     | LG아트센터 (2001.12.02~2002.06.30)            |
| 2005 (최초 내한공연)      | 브래드 리틀(P), 마니 랍(C), 재로드 칼랜드(R)                       | 예술의전당 오페라극장 (2005.06.10~2005.09.01) |
| 2009 (라이선스 재연)      | 윤영석 양준모(P), 김소현 최현주(C), 정상윤 홍광호 (R)              | 샤롯데씨어터 (2009.09.23~2010.09.11)          |
| 2009 (라이선스 재연)      | 윤영석 양준모 홍광호(P), 김소현 최현주(C), 정상윤 손준호(R)        | 대구 계명아트센터 (2010.10.21~2011.01.02)     |
| 2012 (25주년 내한공연)    | 브래드 리틀(P), 클레어 라이언(C), 안토니 다우닝(R)                 | 블루스퀘어 인터파크홀 (2012.12.7~2013.3.24)   |
| 2014 (내한공연-대구)      | 브래드 리틀(P), 클레어 라이언(C), 안토니 다우닝(R)                 | 대구계명아트센터 (2014.02.27~2014.05.04)      |
| 2019 (내한공연-부산-Tour) | 조나단 록스머스(P), 클레어 라이언(C), 맷 레이시(R)                 | 부산드림씨어터 (2019.12.13~2020.2.9)          |
| 2020 (내한공연-서울-Tour) | 조나단 록스머스(P), 클레어 라이언(C), 맷 레이시(R)                 | 블루스퀘어 인터파크홀 (2020.3.14~6.26)        |
| 2023 (라이선스 삼연-부산) | 조승우 김주택 전동석(P), 손지수 송은혜(C), 송원근 황건하(R)        | 부산드림씨어터 (2023.3.30~2023.6.18)          |
| 2023 (라이선스 삼연-서울) | 조승우 최재림 김주택 전동석(P), 손지수 송은혜(C), 송원근 황건하(R) | 샤롯데씨어터 (2023.7.21~2023.11.17)           |
| 2023 (라이선스 삼연-대구) | 조승우 최재림 김주택(P), 손지수 송은혜(C), 송원근 황건하(R)        | 대구 계명아트센터 (2023.12.22~2024.02.04)     |

## 등장인물
- 크리스틴 다애: 파리 오페라 극장의 소프라노 여가수. 본래 코러스걸 겸 무용수였으나 프라마돈나였던 칼롯타가 공연 직전 극장을 떠나면서 우연한 기회에 실력을 인정받아 새 여주인공으로 발탁되었다. 오페라의 유령에게 비밀리에 음악 수업을 받았는데, 크리스틴의 노래 실력은 그의 영향을 많이 받은 것으로 보인다. 유명한 바이올리니스트였던 구스타프 다에의 딸이며, 오페라의 유령, 그리고 극장의 후원자인 라울 드 샤니 자작의 사랑을 동시에 받는다.
- 오페라의 유령: 파리 오페라 극장 지하에 숨어 사는 일그러진 얼굴의 괴신사. 기형인 외모 탓에 어린 시절 어머니에게 버림받았고, 서커스단에 끌려다니다가 탈출하여 오페라 극장에 정착하였다. 뮤지컬에서 그의 과거 행적은 원작 소설에 비해 간략하게 제시된다. 뛰어난 음악적 재능을 가지고 있으며 크리스틴을 오페라 극장의 프리마돈나로 만드는 데에 몰두한다.
- 라울 드 샤니: 파리 오페라 극장의 후원자. 크리스틴과는 어린시절부터 알던 사이이지만 모종의 이유로 헤어졌고, 이후 극장을 후원하기 시작하면서 우연히 재회한다.
- 마담 지리: 파리 오페라 극장의 무용수 담당 관리자. 오페라의 유령에 대해 가장 많은 사실을 알고 있는 사람이며, 그의 입장을 다른 등장인물들에게 전달하는 역할을 맡는다.
- 멕 지리: 마담 지리의 딸이자 파리 오페라 극장의 무용수. 크리스틴과 가장 친한 친구 사이이다.
- 칼롯타 주디첼리:  파리 오페라 극장의 프리마돈나. 크리스틴에게 자리를 빼앗기면서 시기하는 모습을 보인다.일 무토 공연중 유령의 조롱거리가 되어 공연중 두꺼비 같은 괴성만 지르게 된다.
- 우발도 피앙지: 파리 오페라 극장 주역 테너이자 칼롯타의 연인.에릭의 작곡한 돈주앙의 승리의 악보를 보고 음악에 대한 모욕이라며 발언을 하며 이로인해 유령의 분노를 사 오페라 돈주앙의 승리 공연중 올가미에 목이 졸린 시체로 발견된다.(연출에 따라 피앙지의 심장에 칼에 찔려있기도 하다.)
- 리샤르 피르멩: 파리 오페라 극장의 극장주.앙드레와는 달리 예술쪽에는 문외한 편이지만 뛰어난 경영지식을 지닌 인물이다.
- 질르 앙드레: 파리 오페라 극장의 극장주.예술에 무능한 피르맹과는 달리 에술적감각이 뛰어나고 경영지식은 피르맹에 비해서는 없는 편이다.
- 조셉 부케: 파리 오페라 극장의 무대 장치 관리자.유령의 관한 소문을 퍼뜨리다 유령의 분노를 사 일 무토 공연중 유령의 올가미에 목이 졸려 죽은채 무대 아래로 떨어진다.

## 창작진
- 음악: 앤드류 로이드 웨버
- 작사: 찰스 하트
- 작사(추가): 리처드 스틸고어
- 극본: 리처드 스틸고어, 앤드류 로이드 웨버
- 원작: 가스통 르루 소설

## 작품 정보
- 《오페라의 유령》은 1986년 9월 27일 런던에서 초연되었으며, 1988년 1월 9일 뉴욕 브로드웨이에서 초연되었다.
- 2006년 1월 9일 《오페라의 유령》뉴욕프로덕션은 7486회 공연으로 기존 《캣츠》의 기록을 넘어서며 브로드웨이 역사상 가장 오래 공연한 작품이 되었다. 2019년 4월 《오페라의 유령》은 13,000회 공연을 올렸다.

- 이 뮤지컬은 파리 오페라를 공포에 떨게 한 정체 불명의 추악한 얼굴을 한 괴신사 오페라의 유령에게 사로잡히게 되는 아름다운 가수, 크리스틴 다에를 중심으로 하고 있다. 사실 이는 작곡가인 웨버가 1984년, 스탠다드 이스트 극장에서 같은 내용을 바탕으로 한, 켄 힐의 동명의 다른 오페라를 보고 영향을 받은 것이다. 특별히 웨버의 아내인 사라 브라이트만을 위해 쓰여진 이 뮤지컬에서, 여주인공 크리스틴 역은 너무나 당연하게도 브라이트만에게 돌아갔다.
- 이전 동명 작품들이 원작 소설을 다소 기괴한 공포물로 다뤘던 것과 달리 웨버는 이 작품을 애절한 로맨스물로 만들고 싶어 했다. 원작과 같이 신비스럽고 카리스마있는 팬텀(에릭)으로 보여주려고 애를 썼으며 이작품으로 무명이였던 사라 브라이트만은 유명 여배우가되었다.
- 1986년 초연 당시, 주연인 팬텀과 크리스틴 역에는 마이클 크로포드와 브라이트만이 캐스팅 되었는데, 둘은 오페라의 유령을 완벽하게 소화하면서 뮤지컬에서 가장 권위있는 상인 올리비에상과 토니상을 동시에 수상하는 영광을 누렸다. 이 때문에 두 사람이 함께 한 초연 당시의 DVD와 음반은 지금도 다른 팬텀과 크리스틴에게는 하나의 표준으로 굳어져 있으며, 2004년 동명영화 제작 당시 이 작품의 많은 팬들이 팬텀 역으로 그가 아닌 다른 배우는 안 된다며 반발했던 일화는 유명하다. 이 외에도 1997년 이후 10년간 총 2,200여회 이상 팬텀과 라울 역을 맡은 브래드 리틀 또한 이 뮤지컬로 유명한 배우이다.
- 뮤지컬 '오페라의 유령'은 2004년 12월 8일, 영화로도 만들어졌는데, 영화에서는 《300》의 주인공인 제라드 버틀러가 팬텀 역으로 출연했다. 얼굴 한 쪽만 가린 팬텀의 흰 가면 형태도 그로 인해 지금의 형태로 정착됐다. 초연 당시 팬텀의 가면은 금속제로 입 윗부분부터 머리까지 전부 가린 것이었는데, 그가 노래하기에 너무 불편할 뿐만 아니라 잘 안 보이고 무겁다고 불평하기도 했다.
- 대한민국에선 2023년 부산에서 삼연이 열렸다. 4월 13일 기준 누적 150만 관객을 돌파하기도 했다. 6월 18일을 마지막으로 부산에서의 공연은 마무리되며 2023년 7월에서 11월까지 서울에서 2023년 12월부터 2024년 2월까지 대구에서 공연했다.

## 같이 보기
- 유령 (드라마)